# 오촌 (나가사키현)
오촌(大村)은 나가사키현 히가시소노기군 남부에 있던 촌이다.

## 역사
- 1889년 4월 1일 - 정촌제 시행에 의해 히가시소노기군 오촌이 성립하였다.
- 1898년 1월 20일 - 규슈철도 나가사키선(후에 일본국유철도 이 개업하였다.
- 1925년 4월 1일 - 오무라정과 합병해 새로운 오무라정이 성립하여, 오촌은 소멸하였다.

## 교통

### 철도
- 일본국유철도
  - 나가사키 본선

## 참고문헌
- 角川日本地名大辞典 42 長崎県
- 長崎県東彼杵郡教育会 編 (1917). 《長崎県東彼杵郡誌》. 長崎県東彼杵郡教育会. 137–162쪽. 다음 글자 무시됨: ‘和書 ’ (도움말) - Google ブックス
- 長崎縣告示第百二十六號『東彼杵郡大村町、村廃置及び財産処分に関する件』 長崎県公報 大正14年3月24日付号外